# Voormalige sigarettenfabriek Palazzo
Palazzo is een voormalige sigarettenfabriek aan de Comeniuslaan in de Noord-Hollandse plaats Naarden. Het gebouw werd in 1915/1916 gebouwd naar het ontwerp van de Amsterdamse architect J.P.W. Breling. Opdrachtgever was Antonius Jacobus Weurman, die in november 1915 het aanliggende pand Comeniuslaan 8 gekocht had en in de naastgelegen tuin de fabriek voor sigaretten liet bouwen. De naam "Palazzo" was hem aanbevolen door een bevriend Italiaans schilder-tekenaar.
Het oriëntaals aandoende bouwwerk wordt ook wel de "moskee van Naarden" genoemd.
Sinds de sluiting van de sigarettenfabriek heeft het gebouw verschillende functies gehad. In 2006 is het gerenoveerd.